# Arabika
L'Arabika è un massiccio di origine carsica, eroso nei secoli dal ghiaccio, appartenente alla catena montuosa del Gagra, nell'ovest del Caucaso, nel territorio dell'Abcasia, presso la città di Gagra. Raggiunge la quota di 2661 metri.
In questo massiccio si trova la Grotta Krubera (o Voronya), che, con i suoi 2191 metri, è la più profonda caverna del mondo.